# Hard asfalt
Hard asfalt é um filme de drama norueguês de 1986 dirigido e escrito por Sølve Skagen. Foi selecionado como representante da Noruega à edição do Oscar 1987, organizada pela Academia de Artes e Ciências Cinematográficas.

## Elenco
- Kristin Kajander - Ida
- Frank Krog - Knut
- Marianne Nielsen - Åse
- Morten Faldaas - Bønna
- Liv Heløe - May-Britt